# Мунтян Олександр Юрійович
Олекса́ндр Ю́рійович Мунтя́н (нар. 21 червня 1985, Дніпро, Дніпропетровська область, УРСР) — український баскетбольний тренер-методист та колишній український баскетболіст. Грав на позиції атакуючий захисник. 
З 2006 по тепер. час працює тренером у БК «Дніпро» — КПНЗ «СДЮСШОР № 5 ім. ЗТУ М. І. Говорунова», та ДФКС. З 2023 року працює асистентом тренера у Суперлізі Favbet. Працює тренером серед спортсменів-кандидатів до складу національної збірної команди України (на 2024 рік) з баскетболу. Брав участь в EYBL — U-16 (2014), U-20 (2018), U-15 (2019), U-18 (2023). Входить до складу комісії з юнацького баскетболу ФБУ. 
Колишній тренер відомих баскетболістів, таких як — Іссуф Санон, Олексій Лень, Володимир Герун та інші. Наразі є тренером Данііла Сипала .

## Біографія
Народився у сім’ї підполковника міліції та товарознавиці. Провів усе дитинство у Дніпрі (на той момент Дніпропетровськ). 
Закінчив 11 класів звичайної дніпровської школи. Здобув кваліфікацію викладача фізичного виховання та спорту у ПДАФКіС, у 2006 році. 
Почав займатись баскетболом з 10-11 років. Після деякого часу зробив перерву на 1 рік, а потім продовжив далі тренуватися. 
Планував після 4 курсу академії піти працювати у бізнес, але після деяких вагань та запрошення від Юхима Борисовича Таслицького на стажування у КПНЗ «СДЮСШОР № 5 ім. ЗТУ М. І. Говорунова» вирішив спробувати себе як тренера. Потім вирішив остаточно залишитись у професії тренера з баскетболу. 

## Курси
З 2020 року почав проводити тренерські/ліцензійні онлайн-курси від ФБУ. В рамках викладання лекційного матеріалу планується розглянути принципи побудови передсезонної підготовки кваліфікованих команд, біологічні закономірності становлення «спортивних кондицій». 

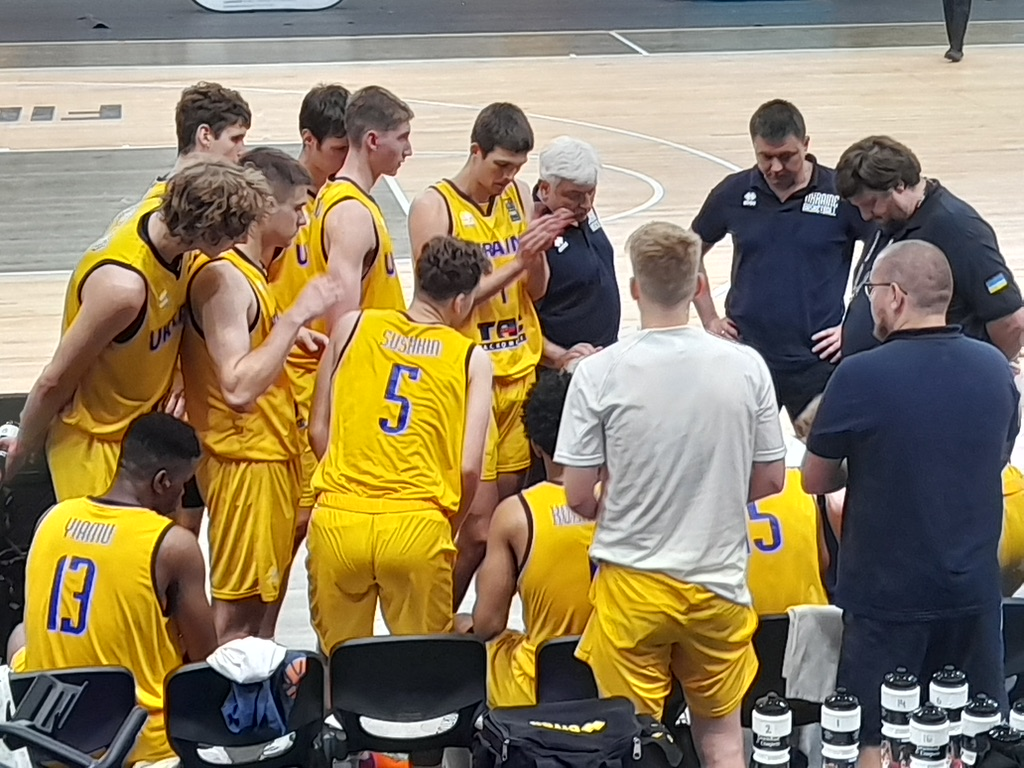
Олександр Мунтян (у правій стороні) у складі збірної U-18 (2023)

## Скандали
Баскетбольний клуб «Дніпро» був оштрафований на суму 10 000 гривень через те, що тренер команди «Дніпро-СДЮСШОР-5-ДВУФК», Олександр Мунтян, увійшов на ігрове поле. Федерація баскетболу України визначила його поведінку як неприйнятну та не відповідну спортивним стандартам, оскільки вона була спрямована проти арбітра матчу. Клубу наказано сплатити штраф та попереджено, що у разі повторення таких дій з боку Олександра, будуть застосовані додаткові дисциплінарні заходи відповідно до пункту 2 статті 10 Дисциплінарного Кодексу ФБУ.
Також, тренер команди «Дніпро-2-ДВУФК-СДЮСШОР №5», Володимир Коваль, був вилучений з гри під час четвертої чверті, після чого він увійшов на ігрове поле та забрав м'яч у судді. Федерація баскетболу України застосувала статтю 67 Дисциплінарного Кодексу ФБУ, згідно з якою БК «Дніпро» повинен заплатити штраф у розмірі 10 000 гривень за дії Володимира. Додатково, відповідно до статті 78 Дисциплінарного Кодексу ФБУ, клуб зобов'язаний сплатити ще 10 000 гривень за неналежну поведінку головного тренера, яка була спрямована проти арбітра матчу. 
Таким чином, за дії тренерів БК «Дніпро» оштрафований на суму 30 тисяч гривень. 

## Перемоги
У 2020 році Олександр і його баскетбольна команда отримали кубок ВЮБЛ (2004 р. н.). Перемогли у фіналі з рахунком 67:59 («Дніпро-СДЮСШОР-5-ДФКС» проти «Київ-СДЮШОР-16»). 
Баскетбольний клуб «Дніпро» на чолі з Олександром здобував перемогу у фіналі Кубка України вже 4 рази. Останній раз (на момент літа 2024 року) це було 12 березня 2024 року. Тоді, БК «Дніпро» з рахунком 65:64 (БК «Дніпро» проти БК «Прометей») здолав суперника, і став чотириразовим володарем Кубка України, повторивши досягнення БК «Будівельник». 
БК «Дніпро» став переможцем регулярного чемпіонату Суперліги Favbet сезону 2023/24. Команда на чолі з головним тренером Володимиром Ковалем та асистентами тренера — Олександр Мунтян та Павло Агапов виграли 26 із 27 матчів. До цього результату призвела перемога у фіналі (БК «Дніпро» проти БК «Рівне») з рахунком 71:50.  

## Особисте життя
Має дружину та сина. Познайомився з майбутньою дружиною у 2005 році, у шлюбі з 2006 року. Після виходу заміж, жінка перейняла прізвище Олександра. Син народився у 2010 році.
1. ↑  Склад національної збірної команди України на 2024 рік з баскетболу (PDF). mms.gov.ua (укр.). Міністерство молоді та спорту України. Процитовано 12 липня 2024.
2. ↑  Гаптар, Максим. Сборная Украины U-20 сыграет с командой Испании. СПОРТ.UA (рос.). Процитовано 28 червня 2024.
3. ↑  Олександр Мунтян: юнацька євроліга вчить більше довіряти гравцям. fbu.ua (укр.). Процитовано 28 червня 2024.
4. ↑  Шовкопляс, Ярослав. Тренер сборной Украины U-18 Мунтян: «Нам нет оправдания за качество и результат». ua.tribuna.com. Процитовано 28 червня 2024.
5. ↑  Відбулось перше засідання комісії з юнацького баскетболу ФБУ. fbu.ua (укр.). Процитовано 28 червня 2024.
6. 1 2  Тренер Олександр Мунтян — про дитячий баскетбол, Леня, Санона та молодих талантів. fbu.ua (укр.). Процитовано 28 червня 2024.
7. ↑   Данііл Сипало: Дуже хвилювався перед виїздом в збірну, але мене чудово прийняли. fbu.ua (укр.). Процитовано 21 січня 2025.
8. ↑  Гравець Суперліги тренується у темряві. Наставник показав, чим він займається без світла. ua.tribuna.com (укр.). Процитовано 28 червня 2024.
9. 1 2  Федерація баскетболу України (6 червня 2020), Тренер Олександр Мунтян — про дитячий баскетбол, Леня, Санона та молодих талантів, процитовано 28 червня 2024
10. ↑  Онлайн курси ФБУ: відео лекції Олександра Мунтяна. fbu.ua (укр.). Процитовано 28 червня 2024.
11. ↑  ФБУ запрошує тренерів взяти участь в ліцензійних курсах. fbu.ua (укр.). Процитовано 28 червня 2024.
12. ↑  Директорат ФБУ оштрафував БК Дніпро за дії тренерів під час матчу Вищої ліги. fbu.ua (укр.). Процитовано 28 червня 2024.
13. ↑  Кубок ВЮБЛ (юнаки, 2004 р.н.): результати та фотогалерея. fbu.ua (укр.). Процитовано 28 червня 2024.
14. ↑  Демченко, Олена (12 березня 2024). БК "Дніпро" здобув важку перемогу у фіналі Кубка України. Портал Новин Дніпра (укр.). Процитовано 28 червня 2024.
15. ↑  БК «Днепр» стал победителем регулярного чемпионата Суперлиги Favbet сезона 2023/24!. Gorod.dp.ua. Процитовано 28 червня 2024.
16. ↑  Чоловічу Суперлігу України з баскетболу виграв “Дніпро”. LB.ua. 24 квітня 2024. Процитовано 28 червня 2024.